# Пурьер
Пурье́р (фр. Pourrières) — коммуна на юго-востоке Франции в регионе Прованс — Альпы — Лазурный берег, департамент Вар, округ Бриньоль, кантон Сен-Максимен-ла-Сент-Бом.
Площадь коммуны — 56,32 км², население — 4389 человек (2006) с тенденцией к росту: 4543 человека (2012), плотность населения — 81,0 чел/км².

## Население
Население коммуны в 2011 году составляло — 4493 человека, а в 2012 году — 4543 человека.
| 1962 | 1968 | 1975 | 1982 | 1990 | 1999 | 2006 | 2011 | 2012 |
| ---- | ---- | ---- | ---- | ---- | ---- | ---- | ---- | ---- |
| 905  | 980  | 1270 | 1718 | 2631 | 3985 | 4389 | 4493 | 4543 |

Динамика населения:

## Экономика
В 2010 году из 2899 человек трудоспособного возраста (от 15 до 64 лет) 2125 были экономически активными, 774 — неактивными (показатель активности 73,3 %, в 1999 году — 72,0 %). Из 2125 активных трудоспособных жителей работали 1916 человек (1019 мужчин и 897 женщин), 209 числились безработными (99 мужчин и 110 женщин). Среди 774 трудоспособных неактивных граждан 243 были учениками либо студентами, 258 — пенсионерами, а ещё 273 — были неактивны в силу других причин.
На протяжении 2010 года в коммуне числилось 1790 облагаемых налогом домохозяйств, в которых проживало 4922,5 человека. При этом медиана доходов составила 21 тысяча 798 евро на одного налогоплательщика.